# Isonema
Isonema és un gènere de fanerògames de la família de les Apocynaceae. Conté tres espècies.

## Taxonomia
El gènere va ser descrit per Robert Brown i publicat a On the Asclepiadeae 52. 1810.
| - Isonema buchholzii Engl. - Isonema infundibuliflorum Stapf - Isonema smeathmanni Roem. i Schult. |